# Distrito de Tambogrande
El distrito de Tambogrande es uno de los diez distritos que conforman la provincia de Piura, en el departamento de Piura, bajo la administración del Gobierno regional de Piura. Limita por el noroeste con el distrito de Sullana, por el noreste con el distrito de Las Lomas, por el este con los distritos de Frías y Sapillica, por el sur con el distrito de Chulucanas, y por el oeste con los distritos de Piura y Castilla. Tambogrande es conocido por su importancia histórica y por su economía basada en la agricultura y la minería.
La población de Tambogrande es de alrededor de 30 000 habitantes, según datos estimados. El distrito cuenta con una extensión territorial de aproximadamente 663 kilómetros cuadrados.
Dentro de sus localidades y caseríos se encuentran Manco Cápac, Pueblo Libre, Pueblo Nuevo, Cruceta y Totoral Bajo.

## Historia
Fue creado el 8 de octubre de 1940, en el gobierno de Manuel Prado Ugarteche.
Entre 1955 y 1959 se construyó el reservorio de San Lorenzo y sus canales de distribución del agua gracias al financiamiento del Banco Mundial, del gobierno de Estados Unidos y del Estado peruano.
El 22 de junio del 2002, en Tambogrande se realizó el primer referendo comunal sobre minería en el mundo. Los votantes debían marcar “no” en la boleta si estaban en contra de la mina y “sí” si estaban a favor. Con una participación de más de 70% de los votantes registrados en el referendo voluntario, luego del escrutinio, los resultados finales fueron 98,6% votaron en contra de la mina. Al día siguiente, las acciones de Manhattan cayeron 26% en la bolsa de valores de Toronto. El referendo fue convocado y realizado por la Municipalidad Distrital de Tambogrande.

## Geografía
Siendo un distrito muy acogedor y muy ecológico en favor de la naturaleza misma, está ubicado a la margen derecha del río Piura, aproximadamente a 60 km de la ciudad de Piura y a 100 km del puerto marítimo de Paita. Tiene una altura de 68 m s. n. m., una superficie de 1 442,81 km², una temperatura con una media anual de 24 °C y una población de 68248 habitantes, según la proyección del INEI para el año 2000 sobre la base del censo nacional de 1993.
El valle de San Lorenzo, donde se localiza Tambogrande, cuenta con 42 mil hectáreas de producción agrícola (mangos, limones y otros), que abastecen el mercado externo e interno, así también existen bosques de algarrobos.
El valle brinda empleo permanente a 18 mil personas entre productores y trabajadores agrícolas, generándose ingresos anuales por US$ 150 millones.

### San Lorenzo busca ser considerada área protegida de interés nacional
La Municipalidad de Tambogrande emite ordenanzas que erradique y prohíba toda actividad minera artesanal en el distrito interviniendo los Caseríos de Cerro de Leones y San Pedro de Tejedores. Una semana después los comuneros de Santa Rosa de Suyo, sin apoyo de su burgomaestre se unen a este grupo que inicia una propuesta de intangibilidad de San Lorenzo y Suyo.
El 11 de junio la junta de usuarios solicita a la intendencia de Recursos Hídricos un dispositivo legal que declare su territorio como área protegida, dos semanas después esta entidad envía a una comisión de alto nivel la que elaboró un informe donde recomienda como interés nacional la protección de las subcuencas de Quiroz y Chipillico y las márgenes de la infraestructura mayor. Esta propuesta acogida por el Instituto Nacional de Recursos Naturales (INRENA) es refrendada por el Ministerio de Salud, quien advierte al Ministro de Agricultura el peligro que corren estas áreas sino son protegidas.
A través de la Junta Nacional de Usuarios de Riego del Perú se busca constituir una mesa de trabajo de alto nivel conformado por el primer ministro Jorge del Castillo, así mismo con los titulares del Ministerio de Agricultura, Ministerio de Trabajo y Promoción del Empleo, Ministerio de Economía y Finanzas y el Ministerio de Energía y Minas para tratar la agenda agraria y exigir la intangibilidad de San Lorenzo y sub. Cuencas de Quiroz y Chipillico. Por su parte el Concejo Directivo de la Junta Nacional de Usuarios del Perú emitió un pronunciamiento Público donde señalan la búsqueda de diálogo con una comisión de alto nivel conformado por el Concejo de Ministros y los diversos ministerios para exigir el cese inmediato de las concesiones mineras y la declaración de Zona protegida el Valle de San Lorenzo y las sub. Cuencas de Quiroz y Chipillico, al gobierno Regional la derogatoria de la ordenanza municipal 126.

## Autoridades

### Municipales
- 2015-2018[1]
  - Alcalde: Gabriel Antonio Madrid Orué,. del Movimiento Regional Seguridad Y Prosperidad (SP).
  - Regidores: Isidoro Emilio Palacios Rosas (SP), José Darío Castillo Lalupu (SP), Eduardo Valdiviezo Román (SP), Rober Alexander Alzamora Juárez (SP), María del Rosario Carmen Panta (SP), Natividad Pulache Bereche (SP), Germán Rufino Suárez (SP), Jorge Fernando Celi Ruiz (Unión Democrática del Norte), Raúl Carmen Villegas (Unión Democrática del Norte), Bruno Javier Fossa Villar (Unión Democrática del Norte), Ángel Miguel Devoto Mendoza (Región para Todos).
- 2011 - 2014[2][3]
  - Alcalde: Francisco Ojeda Riofrío, del Movimiento Agro Si (AS).
  - Regidores: Sebastián Márquez Nizama (AS), Sergio Raymundo Juárez (AS), Santos Alberto Requena Calderón (AS), Israel Ramírez Domínguez (AS), Carlos Humberto Vegas Valdiviezo (AS), Dionicio Nuñez Pacherres (AS), José Fernando Calle Mendoza (Obras + Obras), Rafael García Arismendiz (Tambogrande, Si), Vladimir Santos Crisanto Plasencia (Upa-Tcu Unidos Pueblo Agro Tambogrande Caseríos Unidos)
- 2007-2010 
  - Alcalde: Segundo Ramón Moreno Pacherres.
  - Regidores: Luz Elvira Garavito Castillo(AS), etc.

### Policiales
- Comisario de Piura: Comandante PNP Roberto Cedrón Vera.

- Comisario de Tambogrande: Capitán PNP Oscar Manuel Choquehuanca Zapata.

### Religiosas
- En el año de 1974 llegaron las Hermanas de Nuestra Señora de Namur, quienes trabajan en la pastoral y actualmente tienen la responsabilidad de dirigir el Programa de Educación Rural Fe y Alegría n.º 48 con cede en Malingas (más conocida como la Red de FE y ALEGRÍA). Atienden tres zonas en el sector educativo: la zona de Tejedores, la zona de Curvan y la Zona de Malingas.
  - Arzobispo: Mons. José Antonio Eguren Anselmi SCV.[4]
- Parroquia San Andrés[5]
  - Párroco: Pbro. Tito Zapata.

## Festividades
- Agosto: Ascensión de la Virgen del Cisne.
- Octubre: San Judas Tadeo.
- Noviembre: San Martín de Porres.